# Chiesa dei Santi Cosma e Damiano al Vivaio
La chiesa dei Santi Cosma e Damiano al Vivaio si trova ad Incisa Valdarno, nel comune unito di Figline e Incisa Valdarno.

## Storia
Nel luogo dell'attuale complesso si trovava almeno sin dal 1309 un monastero femminile con un oratorio in una zona, appartata e ricca d'acqua e vegetazione, che veniva appunto chiamata "il Vivaio". Nel 1510 i Francescani lo rilevarono e fondarono un nuovo ospizio e il 6 gennaio 1516 chiesero a papa Leone X, di passaggio ad Incisa, il permesso di costruire un nuovo convento ed una nuova chiesa, che il pontefice accordò a patto che fosse dedicata ai Santi Cosma e Damiano, santi protettori della famiglia Medici. Pochi giorni dopo la famiglia Castellani (da tempo insediata in zona) donò il terreno sul quale costruire il nuovo convento, mentre la famiglia Cambini finanziò la nuova impresa costruttiva. Il convento venne rifondato completamente, attuandone un massiccio ampliamento, e la chiesa venne costruita, trasversalmente rispetto all'antico oratorio, tra il 1516 e il 1538 quando venne consacrata: si presentava ad aula unica come l'attuale, differente per il coro che era più piccolo e per l'assenza delle cappelle laterali oggi esistenti. 
Nel 1540 il marchese Simone Capponi fece decorare l'antico oratorio corrispondente alla prima cappella sinistra con affreschi perduti e nel 1584, per simmetria, venne fatta realizzare un'altra cappella di fronte, dedicata al Santissimo Crocifisso. Nel 1592 il portico esterno, originariamente limitato alla larghezza della facciata della chiesa, venne esteso alle dimensioni attuali. Nel Novecento ai frati minori subentrarono i sacerdoti diocesani del Movimento dei Focolari. Dal 2024 la chiesa è sotto la Diocesi di Fiesole. Il parroco nominato da S.E. Mario Meini è don Riccardo Nepi. Dal 2004 al 2012 l'intero edificio e il suo patrimonio artistico sono stati oggetto di un accurato intervento di restauro. Le tele, le sculture, i gessi e il coro sono stati restaurati dall'Istituto per l'Arte e il Restauro "Palazzo Spinelli" di Firenze.
La chiesa ha conservato all'esterno l'aspetto rinascimentale, con il largo ed accogliente portico caratteristico dei santuari mariani diffusisi in Toscana tra Cinquecento e Seicento. L'interno invece si presenta oggi, specie nella navata, con l'aspetto datogli nel rimaneggiamento attuato tra il 1720 e il 1740 su disegno dell'architetto fiorentino Giovannozzo Giovannozzi: l'interno dell'edificio venne aggiornato secondo il gusto tardobarocco, con l'aggiunta di un bel coro con stalli scolpiti e di una cantoria intagliata e dorata. 

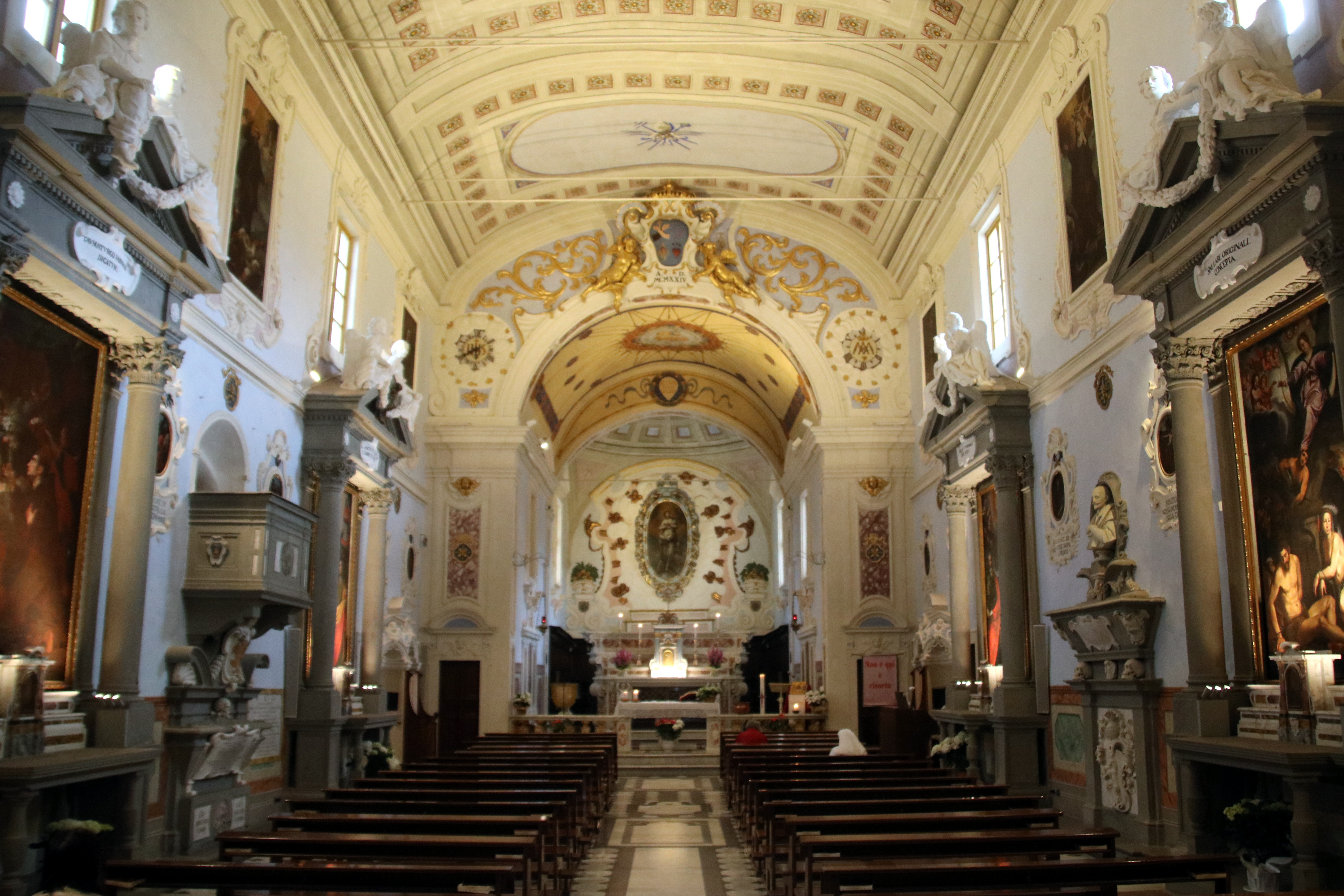
Chiesa dei Santi Cosma e Damiano, Interno.

## Descrizione
Entrando, si trovano subito due cappelle ai lati. La cappella a destra prende il nome dal pregevole Crocifisso del primo Cinquecento posto all'altare. Quella a sinistra, intitolata alla Madonna, che corrisponde all'antico oratorio di medesima titolazione, ha all'altare una Madonna col Bambino, terracotta policroma, opera del Buggiano che la realizzò seguendo un progetto di Luca della Robbia. La scultura, che presumibilmente proviene dall'antico oratorio, è circondata da una tela secentesca di autore ancora ignoto con Santi in adorazione e Dio Padre.
La navata presenta quattro altari tardocinquecenteschi: al primo a destra è l'Allegoria dell'Immacolata Concezione di Fabrizio Boschi, firmata e datata 1594, e al primo a sinistra un Gesù Bambino che appare a Sant'Antonio da Padova, ordinata dal Padre Ottaviano dell'Incisa ed eseguita nel 1655. A metà della navata spiccano due notevoli monumenti sepolcrali: a destra il Monumento funebre di Alfonso Altoviti, morto il 18 febbraio 1631 nella sua villa della Bifolcheria, la cui esecuzione, tra lo stesso 1631 ed il 1633, spetta a Francesco Mochi (per lo stemma) e ad Antonio Novelli per il resto del monumento, il cui busto originale in marmo del defunto si trova oggi alla National Gallery di Ottawa, qui sostituito da una copia coeva in pietra serena dipinta di bianco. Alla parete sinistra è invece il Monumento funebre di Lorenzo Cambini e di Margherita Fabbrini, sua moglie, del 1669-1670, anch'esso di autore ignoto. Gli altri due altari recano tele ancora anonime entrambe della prima metà del Seicento: quello a destra presenta una tela con Cristo risorto con Angeli tra San Bernardino e Paolo mentre quello a sinistra una Vergine con i S.S. Cosma, Damiano, Francesco e Carlo Borromeo. I lavori eseguiti tra 1720 e 1723 provvidero ad aggiornare la decorazione secondo il gusto tardobarocco: il soffitto fu fatto decorare con l'Assunzione della Vergine con i SS. Francesco, Chiara, Antonio da Padova e Giovanni Evangelista a Sigismondo Betti; furono fatte eseguire tele con Santi francescani in elaborate cornici di stucco per la parte alta delle pareti, tra le finestre, alcune di esse da assegnarsi a Giovanni Andrea Brunori, come attestano le fonti documentarie, altre forse ad altre mani. Più in basso, tra gli altari è la Via Crucis, anch'essa settecentesca, forse eseguita da più artisti.
Il presbiterio, ampliato nel 1722-1723, ha al centro il bell'altare in scagliola del 1736 di Gaetano Ansolani che contiene l'urna reliquiario di Sant'Alessandro, del 1679, e dietro si trova il coro, risalente al primo Cinquecento, periodo di costruzione della chiesa, seppur rimaneggiato al momento dell'ampliamento del presbiterio. Sopra di esso, con bella cornice, una tela ovale coeva all'ampliamento del presbiterio con l'Immacolata Concezione di un pittore fiorentino ancora non individuato.